# 孔捷生
孔捷生（1952年11月11日—），广东廣州人，中华人民共和国作家，現時則在香港發表文章。

## 生平
早年是廣東的一名作家。1976年因為被指參與天安門事件而被公安通緝，但一直沒有被捕。1978年開始發表作品，大多是講述中國知青上山下鄉的生活，也是當時中國傷痕文學的新銳。曾任中國作家協會廣東分會副主席。
1989年6月移居美國。現時於蘋果日報撰寫專欄。在2013年4月後蘋果日報論壇改版後，已无孔捷生的專欄，但他的文章仍有在該報出現。

## 作品
- 《我們的戰旗》（見《鳳凰螺 散文特寫集》，1974，廣州：廣東人民出版社）
- 《姻緣》（載《作品》1978年第8期，獲1978年全國優秀短篇小說獎）
- 《鎖王傳略》（載《作品》1978年10月）
- 《動蕩的青春》（載《作品》1979年1月）
- 《因為有了她》（載《人民文學》1979.10，獲1979年全國優秀短篇小說獎）
- 《為了她》（載《人民文學》1979年11月）
- 《在小河那邊》（載《作品》1979年第3期）
- 《沿著赭紅色的公路》（載《新觀察》1980年2月）
- 《追求》（載《上海文學》1980年5月）
- 《這些年輕人》（載《人民文學》1980年7月）

- 《追求》短篇小說集，1980，广东人民出版社

- 《那過去了的》（載《小說季刊》，1980年）
- 《海與燈塔》（載《人民日報》，1981年1月10日）
- 《最後一夜》（載《廣州文藝》1981年6月）
- 《輓歌與和弦》（載《人民文學》1981年）
- 《南方的岸》（載《十月》1982（2））
- 《普通女工》（載《小說界》1982年第3期，獲1981-1982年 全國優秀中篇小說獎）
- 《舊夢與新岸》（載《十月》1982年第5期）
- 《絕響》（載《北京文學》1982年）

- 《南方的岸》（北京：北京出版社，1983年2月第一次印刷 ）
- 《普通女工》（上海：上海文藝出版社，1983年）

- 《電話號碼23450》（載《上海文學》1983年5月號）
- 《异城之役》（載《人民文学》1983年第8期）
- 《大林莽》（載《十月》1984年第6期）
- 《在大林莽深處》（載《當代文壇報》1985年2月15日）
- 《歐洲警界奇觀》報告文學，1985年
- 《故鄉的龍眼樹》（見《嶺南散文八十篇》廣州：花城出版社，1985年）

- 《大林莽》（廣州：花城出版社，1985年），收三个中篇小说。

- 《升官圖》（載《人民文學》1986年12月號）

- 《西窗客夢》(江西人民出版社,1988年）
- 《在山那边》（成都出版社，1989年）
- 《血路1989》
- 《在小河那邊》（作家出版社，2003年）
- 《因爲有了她》（載《人民文学》2016年第7期）
- 《孔捷生雜文》
- 《龍舟與劍》